# Ялиця македонська
{{#ifeq:0|0|{{#if:Abies borisii-regis|{{#if:|[[]}}|[[]]}}}}
Ялиця македонська (Abies × borisii-regis) — ендемічне вічнозелене однодомне дерево; гібридний вид роду ялиця родини соснових (Pinaceae). Ареал — гірські райони Балканського півострова в Болгарії, північної Греції, Македонії, Сербії і Албанії.
Вид займає проміжне місце між ялицею кефалінійською  (Abies cephalonica) і ялицею білою  (Abies alba), деякі вчені визначають його як гібрид цих ялиць.
.

## Історичні відомості і назва
Ялиця була названа в честь болгарського царя Бориса III (лат. Rorisii Regis), в роки правління якого німецький ботанік Йоханес Маттфельд в 1925 році в Родопських горах Болгарії відкрив і описав цей вид.
В англомовній літературі ялиця македонська, крім латинської наукової назви, має такі назви: «King Boris Fir», «Balkan Fir», «Bulgarian Fir», «Macedonian Fir».
Вчені досі сперечаються щодо таксономічної ідентичності виду: так, в 1991 році відомий хорватський ботанік Мирко Видакович в своїй роботі «Conifers: morphology and variation» написав, що таксон носить гібридний характер і є перехідною формою між ялицею кефалінійською (Abies cephalonica) і ялицею білою (Abies alba).
У виданні 2009 року «Conifers of the World: The Complete Reference» цей вид зазначений як гібрид: Abies x borisii-regis.
Ялиця росте на гірських вапнякових або серпентинітових ґрунтах на висоті 500—2000 метрів. Періодично утворює на висотах 1000—1600 метрів невеликі чисті й змішані ліси, разом з сосною чорною (Pinus nigra) і буком лісовим (Fagus sylvatica).

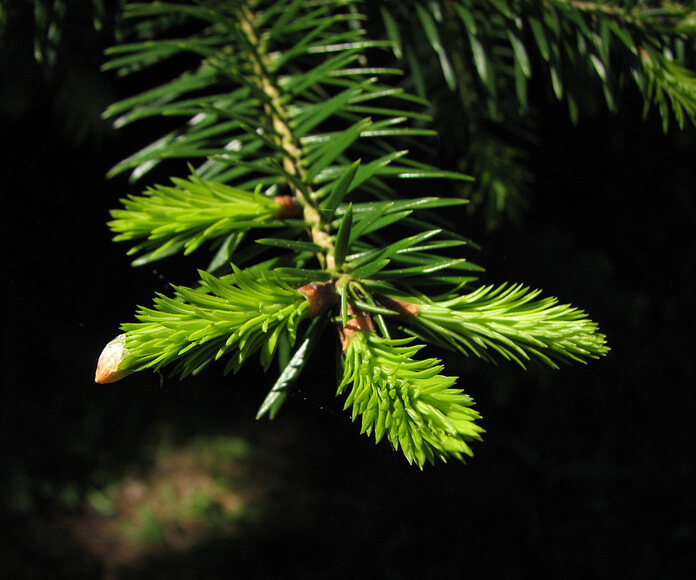
Хвоя ялиці македонської

Найстаріша ялиця македонська із зареєстрованих була знайдена в 1996 році в Греції: її вік — близько 170 років. Однак, зважаючи на невелику поширеність цього виду, а також на обмеженість спостережень, вважається, що в природі можуть зустрічатися й старіші дерева цього виду.